# B-Physik
Mit B-Physik wird der Bereich der Teilchenphysik bezeichnet, der sich mit der Erforschung von Hadronen beschäftigt, die ein Bottom-Quark enthalten. Da dieses erst 1977 am Fermi National Accelerator Laboratory entdeckt wurde, ist die B-Physik noch relativ jung. Sie umfasst überwiegend die Analyse von B-Baryonen und B-Mesonen, bei letzteren speziell die CP-Verletzung. Neue Möglichkeiten verspricht man sich vom Bau neuer Beschleuniger und Detektoren.
Von besonderem Interesse sind Zerfälle von B-Mesonen, um Parameter des Standardmodells genauer zu bestimmen, insbesondere die Elemente {\displaystyle V_{ub}\!\,} und {\displaystyle V_{cb}\!\,} der CKM-Matrix sowie den Winkel {\displaystyle \gamma \!\,}, der in die komplexe Phase dieser Matrix eingeht.